# Hegyi szalangána
A hegyi szalangána (Aerodramus hirundinaceus) a madarak (Aves) osztályának sarlósfecske-alakúak (Apodiformes) rendjébe, ezen belül a  sarlósfecskefélék (Apodidae) családjába tartozó faj.

## Rendszerezése
A fajt Erwin Stresemann német ornitológus írta le 1914-ben, a Collocalia nembe Collocalia fuciphaga hirundinacea néven.

## Alfajai
- Aerodramus hirundinaceus baru (Stresemann & Paludan, 1932)
- Aerodramus hirundinaceus excelsus (Ogilvie-Grant, 1914)
- Aerodramus hirundinaceus hirundinaceus (Stresemann, 1914)[2]

## Előfordulása
Délkelet-Ázsiában, Új-Guinea szigetén, Indonézia és Pápua Új-Guinea területén honos. Természetes élőhelyei szubtrópusi és trópusi síkvidéki és hegyi esőerdők, barlangok közelében. Állandó, nem vonuló faj.

## Megjelenése
Átlagos testhossza 13 centiméter.

## Természetvédelmi helyzete
Az elterjedési területe nagy, egyedszáma pedig stabil. A Természetvédelmi Világszövetség Vörös listáján nem fenyegetett fajként szerepel.